# Fans!
Fans! is een Nederlands televisieprogramma van SBS6. Het wordt uitgezonden sinds 2009.
In het programma worden extreme fans van onder andere BZN, K3, Thomas Berge en René Froger gevolgd. De fans proberen in elke aflevering zo dicht mogelijk in de buurt van hun idool te komen. Zangeres Lady Gaga was de enige internationale artiest.

## Afleveringen (seizoen 1)
| Aflv. | Uitzenddatum  | Fan(s) van       |
| ----- | ------------- | ---------------- |
| 1     | 21 maart 2009 | K3               |
| 2     | 4 april 2009  | Thomas Berge     |
| 3     | 11 april 2009 | Wolter Kroes     |
| 4     | 18 april 2009 | Nick & Simon     |
| 5     | 25 april 2009 | Marianne Weber   |
| 6     | 2 mei 2009    | René Froger      |
| 7     | 9 mei 2009    | Dennie Christian |
| 8     | 16 mei 2009   | Koos Alberts     |

## Afleveringen (seizoen 2)
| Aflv. | Uitzenddatum      | Fan(s) van    |
| ----- | ----------------- | ------------- |
| 9     | 30 augustus 2010  | BZN           |
| 10    | 6 september 2010  | Lady Gaga     |
| 11    | 13 september 2010 | Grad Damen    |
| 12    | 20 september 2010 | Corry Konings |
| 13    | 27 september 2010 | Normaal       |
| 14    | 4 oktober 2010    | Stef Ekkel    |
| 15    | 13 oktober 2010   | Jannes        |
| 16    | 20 oktober 2010   | Frans Bauer   |

## Afleveringen (seizoen 3)
| Aflv. | Uitzenddatum  | Fan(s) van      |
| ----- | ------------- | --------------- |
| 17    | 14 april 2012 | Frans Duijts    |
| 18    | 21 april 2012 | Gordon          |
| 19    | 29 april 2012 | René Schuurmans |
| 20    | 6 mei 2012    | Danny de Munk   |
| 21    | 13 mei 2012   | Guus Meeuwis    |